# 북방돼지코오소리
북방돼지코오소리(학명: Arctonyx albogularis)는 족제비과 돼지코오소리속에 속하는 육식성 포유류의 일종으로, 남아시아·동아시아에 서식한다.